# أخبار نامه
أخبار نامه هي سيرة ذاتية باللغة الفارسية عن تاريخ منطقة طالش [الإنجليزية]
. وقد ألفها ميرزا أحمد بن ميرزا خداوردي، وزير آخر خان في خانية طالش.